# Brianchon (cràter)
Brianchon és un cràter d'impacte que es troba en l'extrem nord-oest de la Lluna. A causa de la seva ubicació, des de la Terra la seva visibilitat és afectada per la libració. Així, una observació més detallada requereix que el cràter hagi de ser vist des d'una nau en òrbita.
Aquest cràter es troba just a l'oest del cràter Pascal, quedant Desargues en el seu costat sud-est. Al sud de Brianchon apareix el cràter Cremona, mentre que Lindblad es troba al sud-oest, just en el límit de la cara oculta de la Lluna.
Brianchon s'ha desgastat i erosionat per la història d'impactes que va seguir la seva formació. Els més prominents són dos cràters que es troben al costat de l'exterior del costat nord de la vora, i Brianchon B, que envaeix lleugerament el bord sud. Brianchon A forma una corba cap a fora en el bord nord-oest, però d'altra banda es fusiona a la perfecció amb la formació del cràter principal. També hi ha una formació de cràters concèntrics que envaeixen parcialment l'exterior del bord sud-est. La resta de la paret exterior s'ha arrodonit, i està coberta d'una sèrie de petits cràters.
El sòl del cràter és relativament pla, i es caracteritza per una multitud de petits cràters. El més destacat d'ells és un petit cràter, en forma de bol just al nord-oest del punt central. La part sud del sòl del cràter, en particular, conté una agrupació de diversos petits cràters.

## Cràters satèl·lit
Per convenció aquests elements són identificats en els mapes lunars posant la lletra en el costat del punt central del cràter que està més prop de Brianchon.
|           | \| Brianchon \| Coordenades \| Diàmetre \| \| --------- \| ------------------------------------ \| -------- \| \| A \| 76° 42′ N, 86° 18′ O / 76.7°N,86.3°O \| 50 km \| \| B \| 72° 12′ N, 89° 06′ O / 72.2°N,89.1°O \| 31 km \| \| T \| 75° 48′ N, 99° 48′ O / 75.8°N,99.8°O \| 30 km \| |          |
| Brianchon | Coordenades | Diàmetre |
| A         | 76° 42′ N, 86° 18′ O / 76.7°N,86.3°O | 50 km    |
| B         | 72° 12′ N, 89° 06′ O / 72.2°N,89.1°O | 31 km    |
| T         | 75° 48′ N, 99° 48′ O / 75.8°N,99.8°O | 30 km    |